# Alfredo Foglino
Alfredo Foglino (Montevidéu ,1893-id. 9 de julho de 1968) Foi um futebolista uruguaio do começo do século XX , que atuava como zagueiro pelo lado direito do campo (Back derecho).

## Carreira
Defendeu o Nacional por 409 partidas entre 1911 e 1925 , tendo jogado um amistoso em 1928.  Foi chamado de Primero Mariscal , pois foi capitão dos bolsos por dez anos, logo José Nasazzi ( seu sucessor na posição tanto no Nacional como na seleção ) também receberia esse apelido. Era um zagueiro firme , porém limpo , considerado um maestro na sua posição.
Defendeu também a Celeste Olímpica em 47 ocasiões entre 1912 e 1923 formando com José Benincasa uma excelente dupla de zagueiros das equipes uruguaias triunfadoras nos primeiros certames sul-americanos em 1916 ,  1917 e 1920.